# Anisophylleaceae
Famille
Classification APG III (2009)
Synonymes
- Polygonanthaceae Croizat[1]

La famille des Anisophylléacées (Anisophylleaceae  Ridl.) est constituée de plantes dicotylédones ; elle comprend 36 espèces réparties en 4 genres.
Ce sont des arbres et des arbustes des zones humides originaires des régions tropicales (forêts pluviales primaires).

## Étymologie
Le nom vient du genre type Anisophyllea dérivé du grec άνισος / anisos, inégal, et φύλλων / fyllon, feuille, en référence au dimorphisme des feuilles.

## Classification
Cette famille a été décrite en 1922 par le botaniste britannique Henry Nicholas Ridley (1855-1956).
La classification phylogénétique APG IV (2016) situe cette famille dans l'ordre des Cucurbitales, comme c'était déjà le cas en classification phylogénétique APG (1998), classification phylogénétique APG II (2003) et classification phylogénétique APG III (2009).
En classification classique de Cronquist (1981), elle est assignée à l'ordre des Rosales.

## Liste des genres
Selon Angiosperm Phylogeny Website (26 mai 2010), NCBI (26 mai 2010) et DELTA Angio (26 mai 2010) :
- genre Anisophyllea R.Br. ex Sabine
- genre Combretocarpus Hook.f.
- genre Poga Pierre
- genre Polygonanthus Ducke

La phylogénétique moléculaire moderne suggère les relations suivantes, :
|  | Polygonanthus                                         |
|  |                                                       |
|  | \| \| Poga \| \| \| \| \| \| Anisophyllea \| \| \| \| |
|  |                                                       |
|  | Poga                                                  |
|  |                                                       |
|  | Anisophyllea                                          |
|  |                                                       |

|  | Poga         |
|  |              |
|  | Anisophyllea |
|  |              |

|  | Polygonanthus                                         |
|  |                                                       |
|  | \| \| Poga \| \| \| \| \| \| Anisophyllea \| \| \| \| |
|  |                                                       |
|  | Poga                                                  |
|  |                                                       |
|  | Anisophyllea                                          |
|  |                                                       |

|  | Poga         |
|  |              |
|  | Anisophyllea |
|  |              |

|  | Polygonanthus                                         |
|  |                                                       |
|  | \| \| Poga \| \| \| \| \| \| Anisophyllea \| \| \| \| |
|  |                                                       |
|  | Poga                                                  |
|  |                                                       |
|  | Anisophyllea                                          |
|  |                                                       |

|  | Poga         |
|  |              |
|  | Anisophyllea |
|  |              |

|  | Polygonanthus                                         |
|  |                                                       |
|  | \| \| Poga \| \| \| \| \| \| Anisophyllea \| \| \| \| |
|  |                                                       |
|  | Poga                                                  |
|  |                                                       |
|  | Anisophyllea                                          |
|  |                                                       |

|  | Poga         |
|  |              |
|  | Anisophyllea |
|  |              |